# Fluor
Fluor je kemijski element atomskog (rednog) broja 9 i atomske mase 18,9984032(5). U periodnom sustavu elemenata predstavlja ga simbol F.
Fluor je vrlo reaktivan - što je tipično za elemente njegove skupine, ali on je najžešći. Često ga nalazimo u obliku njegovih iona (atoma fluora s jednim dodatnim elekronom), nalazimo u pastama za zube. Njegov koeficijent elektronegativnosti iznosi 4.0. Hrvatski naziv za ovaj kemijski element je jedik (Klaić, "Rječnik stranih riječi").
U prirodi se nalazi gotovo isključivo u spojevima, najvažniji su mu minerali fluorit CaF2 i kriolit Na3AlF6. Fluorovi su spojevi normalna sastojina zubne cakline i kosti, a nalaze se i u nekim biljkama.
Otkriće fluora pripisuje se H. Moissanu, koji ga je 1886. godine dobio elektrolizom razrijeđene otopine kalijevog hidrogenfluorida (KHF2) u fluorovodiku.

## Svojstva
Fluor je plin blijedožute boje, oštra i prodorna mirisa. Sastoji se od dvoatomnih molekula F2. Najelektronegativniji je element, stoga i najreaktivniji te ima najjače oksidacijsko djelovanje. Spaja se gotovo sa svim elementima. S vodikom se spaja i bez prisutnosti svjetla već na sobnoj temperaturi, pri čemu se zapali ili čak dolazi do eksplozije. Zbog velikog afiniteta fluora prema vodiku iz spojeva oduzima vodik.
Fluor je izuzetno otrovan, a također i otopine fluorida. Fluor i njegovi spojevi izazivaju upale i teško izlječive rane na koži i sluznicama, posebno u očima i dišnim organima. Pri malim koncentracijama para fluora i nekih njegovih spojeva ozljede nastupaju nekoliko sati nakon izlaganja bez prethodnih simptoma, stoga je pri radu s njima potrebno koristiti zaštitnu odjeću.

## Dobivanje fluora
Dobiva se elektrolizom tekućeg fluorovodika, u kojemu je otopljen kiseli kalij-fluorid KF x 3HF. Tijekom elektrolize, kalijev fluorid se ionizira, a nastali fluoridni ion vodikovom vezom veže se za molekulu HF. Fluor je najelektronegativniji od svih elemenata. Zbog toga se elementarni fluor može dobiti samo elektrolizom, pri čemu se fluoridni ion anodno oksidira. Jedan od najstarijih uređaja za dobivanje fluora sastoji se od bakrene posude (koja ima ulogu katode) ispunjene elektrolitnom otopinom kalijevog fluorida u bezvodnom fluorovodiku. Kao anoda koristi se niklena žica koja se nalazi unutar bakrenog cilindra uronjenog u otopinu. Cilindar odvaja katodni prostor od anodnog (da ne dođe do miješanja plinova nastalih tijekom elektrolize) na čijem se dnu nalaze rupe kako bi elektrolit nesmetano mogao ulaziti u anodni prostor.
U industrijskoj proizvodnji fluora princip je ostao isti, samo su anode od nikla zamijenjene grafitnim, a katode se izrađuju od čelika.
Tijekom elektrolize kalijev fluorid se ionizira, a nastali fluoridni ion vodikovom vezom veže se za molekulu HF:
F- + HF <=> HF2^-
Na anodi dolazi do oksidacije fluoridnih iona pri čemu predaju elektrone i prelaze u F2:
2HF2^- <=> 2HF + F2(g) + 2e-,
a na katodi do redukcije vodika:
2HF + 2e- <=> H2(g) + 2F-

## Spojevi fluora
Zbog najveće elektronegativnosti, a time i velikog afiniteta prema elektronu, u spojevima fluor ima samo jedan oksidacijski broj: -1. Stvara stabilne spojeve sa svim elementima osim s plemenitim plinovima helijem, neonom i argonom (osim u posebnim uvjetima; vidi kod Ar).
Najvažniji su anorganski spojevi fluora fluorovodik i fluoridi, pa silikofluoridna kiselina i njezine soli (fluati). Bezvodni je fluorovodik, HF, bezbojna tekućina vrelišta 19,5 °C. Njegova vodena otopina zove se fluoridna (fluorovodična) kiselina. Dobiva se djelovanjem sulfatne kiseline na fluorit i apsorpcijom razvijenih para u vodi. Služi za nagrizanje stakla i proizvodnju svojih soli, fluorida, i za proizvodnju umjetnog kriolita. Nagrizanje stakla osniva se na reakciji fluorovodika sa silicij-dioksidom; pri tom nastaje hlapljivi silicij-tetrafluorid SiF4. Uran-heksafluorid, UF6, primjenjuje se u nuklearnoj tehnici za razdvajanje izotopa urana. Silikofluoridna kiselina H2SiF6 nastaje, uz talog kremene kiseline, kad se silicij-tetrafluorid uvede u vodu. Od organskih spojeva fluora neki su postali važni kao tekućine za rashladne strojeve (freoni, uništavaju ozon) i kao plastične mase otporne prema visokim temperaturama i kemijskim utjecajima (fluorougljici). Oštećenje zubne cakline usko je povezano sa sadržajem fluora u pitkoj vodi (fluoriranje vode).

### Tehnički najvažniji spojevi fluora (fluoridi)
- Aluminijev trifluorid (AlF3) bijeli je kristal koji s vodom daje niz hidrata manje više topljivih u vodi. Upotrebljava se u elektrolitičkoj proizvodnji i rafinaciji aluminija, kao sastojak obloga šipki za zavarivanje, kao dodatak keramičkim smjesama, staklu, glazurama, emajlima te kao katalizator.
- Amonijev fluorid (NH4F) bezbojan je kristal lako topljiv u vodi. Upotrebljava se za sprečavanje nepoželjnih vrenja u pivovarama i destilarijama.
- Amonijev hidrogendifluorid (NH4HF2) lako se otapa u vodi i vodene otopine reagiraju kiselo. Upotrebljava se u industriji vrenja, za konzerviranje drveta, kao sredstvo za obradu stakla, za čišćenje parnih kotlova, hladnjaka, radijatora, fasada i za elektrolitičko poliranje metala.
- Antimonov trifluorid (SbF3) se koristi za selektivno fluoriranje organskih spojeva.
- Fluorov(III) oksid (F2O3) poput krvi je crvena tekućina koja se upotrebljava kao dodatak tekućem kisiku u propulzijskim sustavima raketnih motora.
- Fluorovodik (HF) bezbojan je plin bockava mirisa. Otapa se u vodi pri čemu nastaje fluorovodična kiselina (HF) maksimalne koncentracije 40%. Upotrebljava se za fluoriranje organskih spojeva, proizvodnju aluminijevog fluorida i sintetskog kriolita te za obradu površina nerhđajućih čelika.
- Fluorovodična kiselina (HF) vodena je otopina fluorovodika i slaba kiselina. Otapa mnoge metale dajući soli (fluoride) koje s vodom reagiraju lužnato. Jako nagriza staklo i porculan, a kod djelovanja na tkivo prodire duboko i teško se ispire. Upotrebljava se za uklanjanje ostataka ljevačkog pijeska s lijevanih proizvoda, za smanjivanje sadržaja pepela u ugljenu i dr.
- Kalcijev fluorid (CaF2) u prirodi se nalazi kao bezbojan mineral fluorit. Prisutnost primjesa kristalu daju različito obojenje (žuto, zeleno, ljubičasto, plavo, itd.). Upotrebljava se: za proizvodnju fluorovodika, kao taljivo u proizvodnji čelika, za sniženje temperature pri proizvodnji stakla, troskine vune i emajla.
- Kalijev hidrogendifluorid (KHF2) kristalizira u više modifikacija, razlaže se pod utjecajem topline, topljiv je u vodi, a njegove otopine reagiraju kiselo i nagrizaju staklo. Upotrebljava se: za proizvodnju elementarnog fluora, kao sredstvo za lemljenje, za konzerviranje drveta, matiranje stakla i dezinfekciju u industriji vrenja.
- Klorov trifluorid (ClF3) jedan je od najreaktivnijih uopće poznatih spojeva, rabi se za potpuno fluoriranje.
- Natrijev fluorid (NaF) bijela je tvar koja se u prirodi nalazi kao mineral viliomit. Upotrebljava se: kao dodatak vodi za piće i zubnim pastama jer ojačava zubnu caklinu tako da ga u obliku tableta uzimaju djeca i trudnice. Također se koristi za konzerviranje drveta.
- Silicijev(IV) fluorid (SiF4) bezbojan je i dosta otrovan plin oštra mirisa. Upotrebljava se: za proizvodnju heksafluorsilikovodične kiseline, za proizvodnju sintetskog kriolita, za zatvaranje pora vodonosnih slojeva u naftnim bušotinama, te za poboljšavanje svojstava betona jer im povećava čvrstoću i otpornost prema koroziji.
- Silicijev heksafluorid (SiF6) iznimno fizikalno i kemijski postojan, neotrovan plin, izvrstan dielektrik.
- Sumporov(VI) fluorid (SF6) vrlo je težak plin bez boje i mirisa, nezapaljiv je i neotrovan. Upotrebljava se u elektrotehnici kao sredstvo za gašenje električnog luka u visokonaponskim sklopkama, te kao dielektrik i izolator.
- Natrijev(VI) fluoroaluminat (Na3AlF6, kriolit) ima bijele triklinske kristale, a s primjesama može biti različito obojen (smeđe, crveno, ljubičasto, purpurno ili crno). U vodi je slabo topljiv. Indeks loma svjetlosti gotovo jednako kao i kod vode, pa je prah dispergiran u vodi gotovo nevidljiv. Upotrebljava se u elektrolizi glinice i rafinaciji aluminija, kao talionički dodatak u industriji stakla i emajla te dodatak smolnom vezivu u izradi brusnog alata.
- Tetrafluoroetilen (F2C=CF2) bezbojan je plin bez mirisa koji polimerizacijom daje politetrafluoretilen poznat pod komercijalnim imenom "Teflon" i "Fluon".